# The Handsome Family

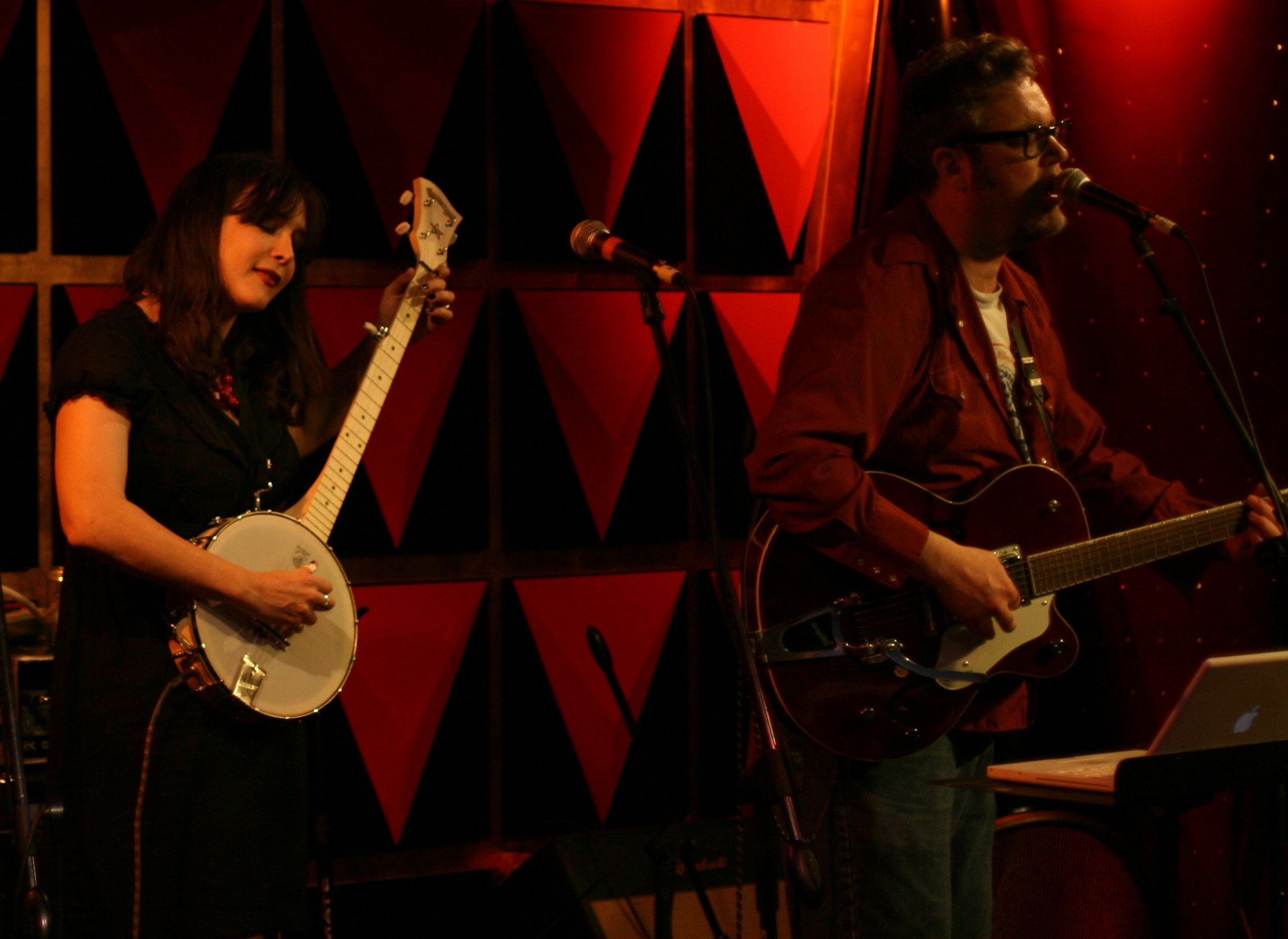
A banda The Handsome Family em 2008.

The Handsome Family é uma banda estadunidense de música country de Chicago, Illinois.